# .450 Revolver
Le .450 Revolver est une cartouche de revolver conçue au Royaume-Uni dans les années 1860 et produite jusque vers 1940. Il s’agit de la première cartouche de revolver à percussion centrale adoptée par la British Army. Elle est notamment utilisée sur les revolvers Adams, Webley RIC et Webley Bulldog.

## Désignation
La plupart du temps, la cartouche est appelée .450 Revolver ou .450 Adam, du nom du revolver pour lequel elle a été conçue. Elle est également parfois appelée .450 Short ou .450 Colt.

## Historique
Conçue dans les années 1860, la cartouche .450 Revolver est adoptée en novembre 1868 par la British Army pour le revolver Adams. Il s’agit alors de la première cartouche de revolver à percussion centrale adoptée par l’armée britannique. Ne satisfaisant toutefois pas les militaires elle est remplacée en 1880 par la .476 Enfield. Elle reste néanmoins pendant longtemps populaire sur le marché civil, notamment aux États-Unis où Colt et Smith & Wesson proposent des armes chambrées dans ce calibre et y reste produite jusque vers 1940. Elle est aussi utilisée dans les revolvers Webley RIC et Webley Bulldog.
La cartouche est depuis considérée obsolète et n’est plus produite qu’en petite quantité par le munitionnaire italien Fiocchi ou artisanalement à partir d’étuis de .455 Webley raccourcis. Outre les armes chambrées nativement pour cette cartouche, celle-ci peut se tirer également à partir de n’importe quel revolver chambré en .455 Webley.

## Description
La cartouche .450 Revolver est une cartouche à percussion centrale et étui droit à bourrelet. La cartouche mesure 1,10 pouces (27,94 mm) de long, dont 0,69 pouces (17,53 mm) pour l’étui. Ce dernier a un diamètre de 0,477 pouces (12,12 mm) à la base et 0,510 pouces (12,95 mm) au culot.
La balle d’origine est en plomb nu et fait 0,455 pouces (11,56 mm) de diamètre pour une masse de 225 grains (14,58 g). La charge originale est de 13 grains (0,84 g) de poudre noire, mais la poudre sans fumée est également utilisée depuis l’introduction de celle-ci. La puissance est légèrement plus élevée avec celle-ci, avec une vitesse initiale de 700 m/s et une énergie en sortie de bouche de 245 J, contre 650 m/s et 211 J pour la poudre noire.